# Andrew Goudelock
Andrew Goudelock (* 7. Dezember 1988) ist ein US-amerikanischer Basketballspieler.

## Karriere

### College
Nach dem Besuch den High School in seinem Heimatort ging Goudelock zum College of Charleston. Während seiner vierjährigen College-Zeit wurde er dreimal (2009, 2010, 2011) für das All-Southern Conference 1st Team nominiert und 2011 zum Southern Conference Player of the Year gewählt.

### Profi
Goudelock wurde bei der NBA-Draft 2011 als 46. ausgewählt. Er wurde in seiner ersten NBA-Saison in 40 Spielen der regulären Saison und in 4 Play-Off spielen von den Los Angeles Lakers eingesetzt. Gleichzeitig wurde er bei den Los Angeles D-Fenders in der D-League eingesetzt. Für die Saison 2012/13 wurde zu den Sioux Falls Skyforce transferiert, die ihn wiederum im Januar 2013 zu Rio Grande Valley Vipers im Tausch weitergaben. Er wurde zum MVP der NBA-D-League der Saison 2013 gewählt. Im April 2013, nach der Verletzung von Kobe Bryant, bekam er einen Kurzzeitvertrag bei den Los Angeles Lakers. In den drei Play-off Spielen, in denen er eingesetzt wurde, kam er auf durchschnittlich 26,7 min Spielzeit und erzielte 12 Punkte pro Spiel.
Für die Saison 2013/14 unterschrieb Goudelock einen Vertrag beim russischen UNICS Kasan. Dort wurde er zum MVP der regulären Saison 2013/14 in der VTB United League gewählt. Zur Saison 2014/15 wechselte er zu Fenerbahçe Ülker.

## Erfolge und Auszeichnungen

### Persönliche Auszeichnungen
- MVP der NBA D-League 2013
- MVP der regulären Saison in der VTB-UL 2013/14
- MVP Play-offs Lega Basket Serie A 2017/18